# Prajna mudra
Prajna mudra é um mudra recomendado para a pratica de pranayama e concentração. Se faz unindo as pontas dos indicadores à parte interna da primeira articulação dos polegares. Os dedos médios, anulares e mínimos ficam unidos estendidos. Este mudra regula a respiração, aumenta o fluxo sanguíneo no cérebro e no sistema nervoso central, estimula os estados de meditação e faz emergir a consciência testemunha.